# Мимир
Мимир (нордически: Mímir, в превод помнещият, мъдрият) или още Мим е ас от скандинавската митология, прочут със своята мъдрост и знание. Той бива обезглавен по време на войната между Аси и Вани. Впоследствие бог Один носи главата на Мимир със себе си, а тя му разказва тайни познания и го съветва.
Мимир е споменат в Поетичната Еда, съставена през XIII век от по-ранни народни източници, както и в Прозаичната Еда и Хеймскрингла, написани от Снуре Стурлусон отново през XIII в. Името на Мимир се среща още в наименованието на кладенец (Мимисбрун), дърво (Мимамайд) и леса Ходмимис.

## Извори

### Поетична Еда
Мимир е споменат в поемите Вьолуспа и Сигдрифумаул от Поетичната Еда. Във Вьолуспа името Мимир се среща в два стиха. Стих 28 се отнася за това как Один жертва окото си в кладенеца на Мимир за вечно познание, като допълнително се казва, че Мимир всяка сутрин пие медовина „от залога на бащата на падналите воини [Один].“ Четиристишие 46 описва как, че (относно Рагнарьок) „синовете“ на Мим играят, докато „съдбата гори“. Допълнителна информация за неговите синове не е оцеляла до днешни дни.
Стих 14 от Сигдрифумаул е единственото място в поемата, където се споменава за говорещата глава на Мимир, отделена от тялото му. В 20-и и 24-ти стих от поемата Фьолсвинсмаул за световното дърво се използва не приетото название Игдрасил, а Мимамайд.

### Прозаична Еда
В глава 15 от книгата Гюлфагининг от Прозаичната Еда се описва как Мимир, като властелин на едноименния кладенец (извор), пие от Мимисбрун и получава велико знание. За да пие оттам, той използва Гялархорн – рог за пиене, делящ името си с бойния рог на Хеймдал, чрез който той ще възвести началото на Рагнарьок. В тази част от Гюлфагининг допълнително се обяснява, че кладенецът се намира под един от трите корена на Игдрасил, в света на ледените йотуни.

Глава 51 разказва, че при разразяването на Рагнарьок: 
| „ | Хеймдал ще се възправи и ще надуе Гялархорн с цялата си мощ. Той ще пробуди всички богове, които ще дойдат на събрание. Один ще язди до кладенеца на Мимир, търсейки съвет и за себе си, и за своите последователи. Ясенът Игдрасил се поклаща и всичко, без значение дали е на небето, или земята, се изпълва със страх. | “ |

В книгата Скалдскапармал името на Мимир се среща в няколко кенинги. Тези кенинги включват „мимировия приятел“ (в смисъл – Один) и „беда-Мимир“ (в смисъл – йотун). Името на аса е включено и в списък на йотуни.

### Сага за Инглингите
В Сага за Инглингите – митологическото въведение на Снуре в неговата история на норвежките крале Хеймскрингла – не става дума само за близките другарски отношения между Один и Мимир, а се разказва и историята за това как Мимир бива обезглавен. При настъпването на края на войната между божествата Аси и Вани Асите изпращат, спазвайки мирния договор, двама заложници – Мимир и Хьонир. Хьонир е водачът, ала Ваните скоро забелязват, че той никога не взема окончателни решения без да се допита до своя съветник Мимир. Поради тази причина те обезглавяват мъдреца и изпращат тялото му обратно на Асите. Впоследствие Один запазва главата на Мимир чрез магически заклинания и билки, за да може от нея да получава мъдрости и съобщения от останалите светове. Дарбата на мъдреца е толкова важна за Один, че той винаги носи със себе си неговата глава.

## Теории
Нееднородните и отчасти противоречащи си литературни извори водят при изследвания до различни теории и позиции относно това как трябва да бъдат разбирани митовете и Мимир. Дори и до днес не на всички повдигнати въпроси може да бъде даден задоволителен отговор.

### Етимология
От етимологическа гледна точка значението на името Мимир се определя по два начина:
- Мимир е тясно свързан с мъдрост и спомени, откъде и идва значението на името до нещо като „този, който помни“. Оттук следва, че името е свързано със староанглийската дума „mimorian“ (на латински: „memor“), тоест в превод „спомнящ си“, а фундаментите на названието се връщат още от индогерманския корен „smer-, mer-“ – „мисля, спомням си“.
- Името на Мимир е свързано с нордическата дума „meima“ (отсъждам, меря), както и с англосаксонската „māmrian“ (мисля, размишлявам) и произлиза от индогерманския корен „mer-“ (означаващ още отсъждам), откъдето идва значението на името – „Отсъждащ, Размишляващ“ или „този, който усеща съдбата“.

### Произход и родословие
Произходът на Мимир не може да се определи еднозначно. Той или е йотун (великан), или е ас (бог). По този въпрос в древните извори може да се открие отговор в Нафнатулур – последната част от Скалдскапармал, където Мимир е споменат в списък на йотунски имена. От друга страна в Сага за Инглингите той заема същата роля като бога Хьонир, така че има достатъчно доказателства, по които да се съди, че Мимир е божество подобно на Локи. Разбира се връзката в това отношение между двете божества в никакъв случай не означава и подобна връзка между характерите.
Трябва да се отбележи, че името на Мимир се появява навсякъде в нордическата литература като великанско име. В допълнение могат да се забележат някои сложни наименования, използващи „мимир“ като основна дума, като например Сохкмимир или Прехкмимир (псевдоним на великана Гайрьод). Те недвусмислено обозначават йотуни.
За родословието на Мимир не може да се каже много от останалите до днес извори. Той би могъл да бъде син на прайотуна Пьолторн, който е баща на Пестла – майката на Один. В такъв случай Мимир би бил чичо на Один. Тази възможност е подкрепена от едно изказване на Один в Хаувамаул, където той добавя към своята магическа песен:
| „ | Девет мощни песни научих аз от известния син на Пьолторн, бащата на Бестла, [...] | “ |

Синът на Пьолтрон не е споменат по друг повод в скандинавската митология. Один често се допитва до Мимир, заради неговата всеизвестна мъдрост и знанията му за вълшебните руни, които откриват иначе скрити тайни. Ала иначе роднинската връзка между Один и Мимир си остава чиста спекулация.

### Мимисбрун и Мимамайд
Макар според Вьолуспа Мимир да пие от своя кладенец медовина, предимно се приема, че Мимисбрун съдържа вода. Въпреки това трябва да се отбележи, че медовината е не само опиваща течност, а и питието на мъдростта, чрез което се смята, че се достигат особени знания. Подобно нещо може да се срещне в мита за това как Один открадва медовината на поезията.
Тясната връзка между Мимир и световното дърво не се корени само в местонахождението на Мимисбрун. Предполага се, че името на Мимир се прилага и за описване на Игдрасил. Всеизвестно и очевидно е, че дървото Мимамайд (Дървото на Мими(р)) отговаря на Игдрасил. Според някои учени и изследователи на скандинавската митология, подобна връзка се вижда и при понятието holti Hoddmímis (гората на златния Мимир), с което се обозначава леса, в който ще се скрият двамата оцелели след Рагнарьок човека – Лиф и Лифтрасир. Заедно с оживелите синове на боговете те ще населят земята и ще положат основите на нова световна епоха.
Изворът в корените на световното дърво се среща в образа за вселената на много други народи. Заедно с Мимисбрун в скандинавската митология под Игдрасил се намират и Хвергелмир, и Урдарбрун. Традиционно поне Урдарбрун и Мимисбрун са носели еднакво име, но заради различните митове и различните предания постепенно са се разделили. В подкрепа на това може да се каже, че и Мимир, и Урд са властелини на съдбата и мъдростта.

### Главата на Мимир
Митовете, свързани с главата на Мимир, представляват една голяма загадка за изследователите.
Спори се дали митът за жертвата на Один в Мимисбрун и този за главата на Мимир разказва за един и същ герой, тоест за един и същ Мимир. В нордическите текстове имената са нееднозначно променени при двата мита. Щом се говори за Мимир, в чийто кладенец Один жертва окото си, се изписва името „Mímir“. Ако се говори за главата на Мимир, се използва „Míms hǫfuð“ или с други думи Mimr без второто i. Среща се дори и трета форма в някои нордически извори, която се забелязва и при наименованието на дървото Мимамайд – „Дърво на Мими“ или Mimi без последната буква r.
Тези разлики се засилват при сравнение на съдържанията на отделните извори. Според Вьолуспа Один говори с главата на Мим (Mimr), която той, както се разбира от Сага за Инглингите и Сигдрифумаул, винаги носи със себе си. В Прозаичната Еда от друга страна Один язди до извора на Мимир, за да открие самия Мимир. Тоест според Прозаичната Еда асът не е бил обезглавен. Объркването става още по-голямо, когато се знае, че Прозаичната Еда и Сага за Инглингите си противоречат по съдържание, макар че са написани от ръката на един и същи човек – Снуре Стурлусон.
Митът за мъдрата отсечена глава се среща в древногръцката митология (например митът за Одисей), келтската митология, както и в исландските саги. Подобно обезглавяване има и при индийската митология (жертвата на бог Вишну).

## Допълнително четене
- Hilda Roderick Ellis Davidson: Pagan Europe – Early Scandinavian and Celtic Religions. Manchester University Press, 1988, ISBN 978-0-7190-2579-2. Online.
- René L. M. Derolez: De Godsdienst der Germanen. 1959 (dt. Götter und Mythen der Germanen, übersetzt von Julie von Wattenwyl, Verlag Suchier & Englisch, 1974).
- Francois Xaver Dillmann: Mimir. In: Heinrich Beck, Dieter Geuenich, Heiko Steuer (Hrsg.): Reallexikon der germanischen Altertumskunde, Bd. 20. De Gruyter, Berlin − New York 2001, ISBN 3-11-017163-5, S. 38 ff.
- Rudolf Simek: Lexikon der germanischen Mythologie. 3. Auflage. Kröner, Stuttgart 2006, ISBN 3-520-36803-X.